# Papilio amynthor
Papilio amynthor är en fjärilsart som beskrevs av Jean Baptiste Boisduval 1859. Papilio amynthor ingår i släktet Papilio och familjen riddarfjärilar. Inga underarter finns listade i Catalogue of Life.

## Bildgalleri

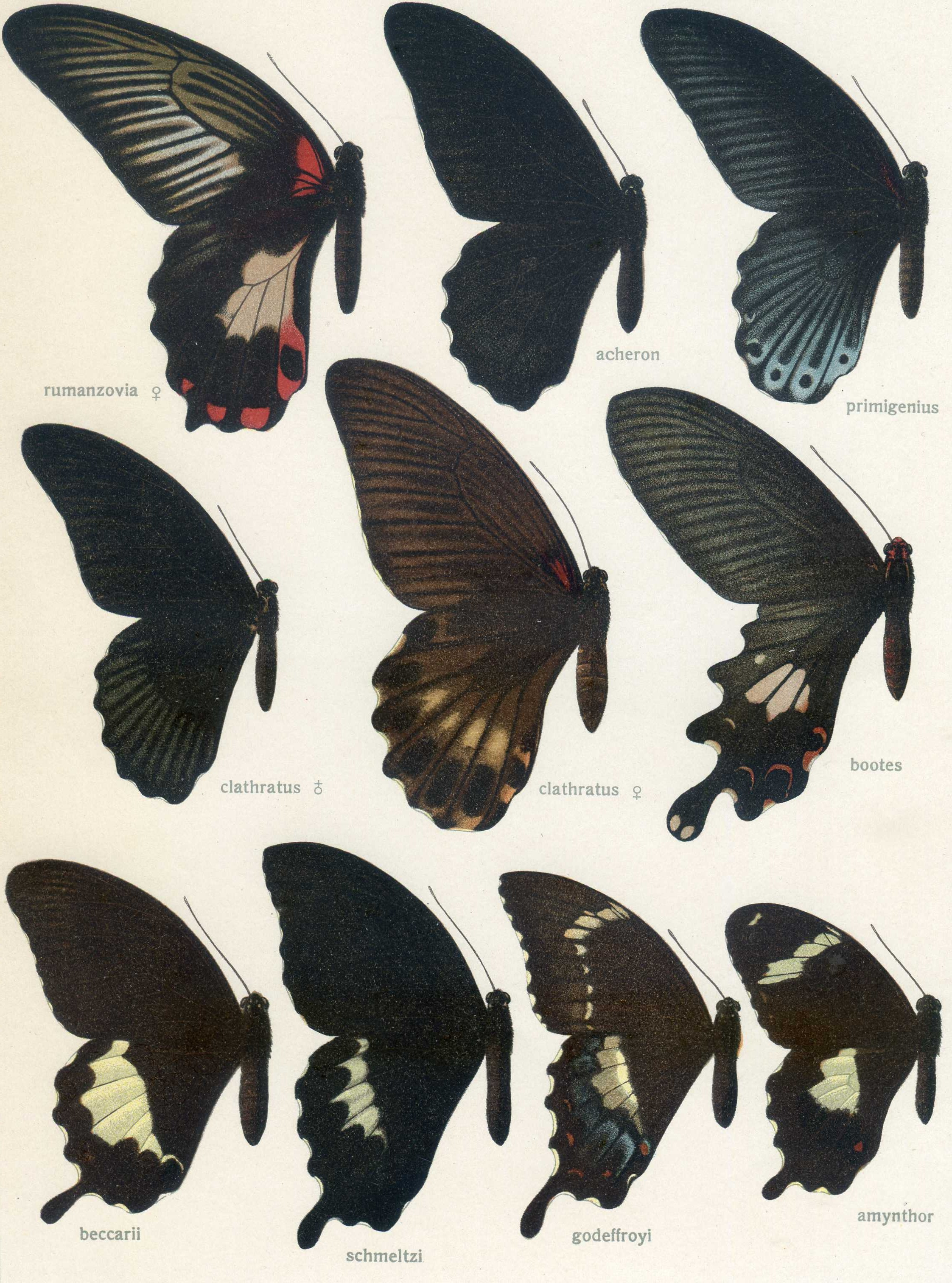